# 本特克里克-里弗維尤 (北達科他州)
本特克里克-里弗維尤（英語：Burnt Creek-Riverview）是位於美國北達科他州伯利縣的一個未組織地區。

## 地方資料
本特克里克-里弗維尤的面積為152.62平方千米，當中陸地面積為150.25平方千米，而水域面積為2.37平方千米。根據2010年美國人口普查的數據，當地共有人口2254人，而人口密度為每平方千米14.77人。